# Ортенберг (Баден)
Ортенберг (њем. Ortenberg) општина је у њемачкој савезној држави Баден-Виртемберг. Једно је од 51 општинског средишта округа Ортенау. Према процјени из 2010. у општини је живјело 3.331 становника. Посједује регионалну шифру (AGS) 8317100.

## Географски и демографски подаци
Ортенберг се налази у савезној држави Баден-Виртемберг у округу Ортенау. Општина се налази на надморској висини од 163 метра. Површина општине износи 5,7 km². У самом мјесту је, према процјени из 2010. године, живјело 3.331 становника. Просјечна густина становништва износи 589 становника/km².

## Међународна сарадња
| Мјесто | Држава    | Врста сарадње | Од    |
| ------ | --------- | ------------- | ----- |
|        | Француска | партнерство   | 1965. |
| Извор  |           |               |       |